# Station Dumpton Park
Dumpton Park is een spoorwegstation van National Rail in Dumpton, Thanet in Engeland. Het station is eigendom van Network Rail en wordt beheerd door Southeastern. Het station is geopend in 1926.